# فلورانس دوله
فلورانس دوله (به فرانسوی: Florence Delay‎؛ ۱۹ مارس ۱۹۴۱ – ۱ ژوئیهٔ ۲۰۲۵) مترجم، نویسنده، فیلم‌نامه‌نویس، بازیگر و استاد دانشگاه اهل فرانسه بود.
از جمله فیلم‌هایی که وی در آن‌‌ها نقش داشته‌است، می‌توان به بی‌آفتاب و محاکمه ژاندارک اشاره کرد.
او برندهٔ جوایز و نشان‌هایی همچون جایزه فمینا و لژیون دونور شده‌بود.

## درگذشت
دوله، در ۱ ژوئیهٔ ۲۰۲۵، در سن ۸۴ سالگی درگذشت.